# Blanken (Bahrdorf)

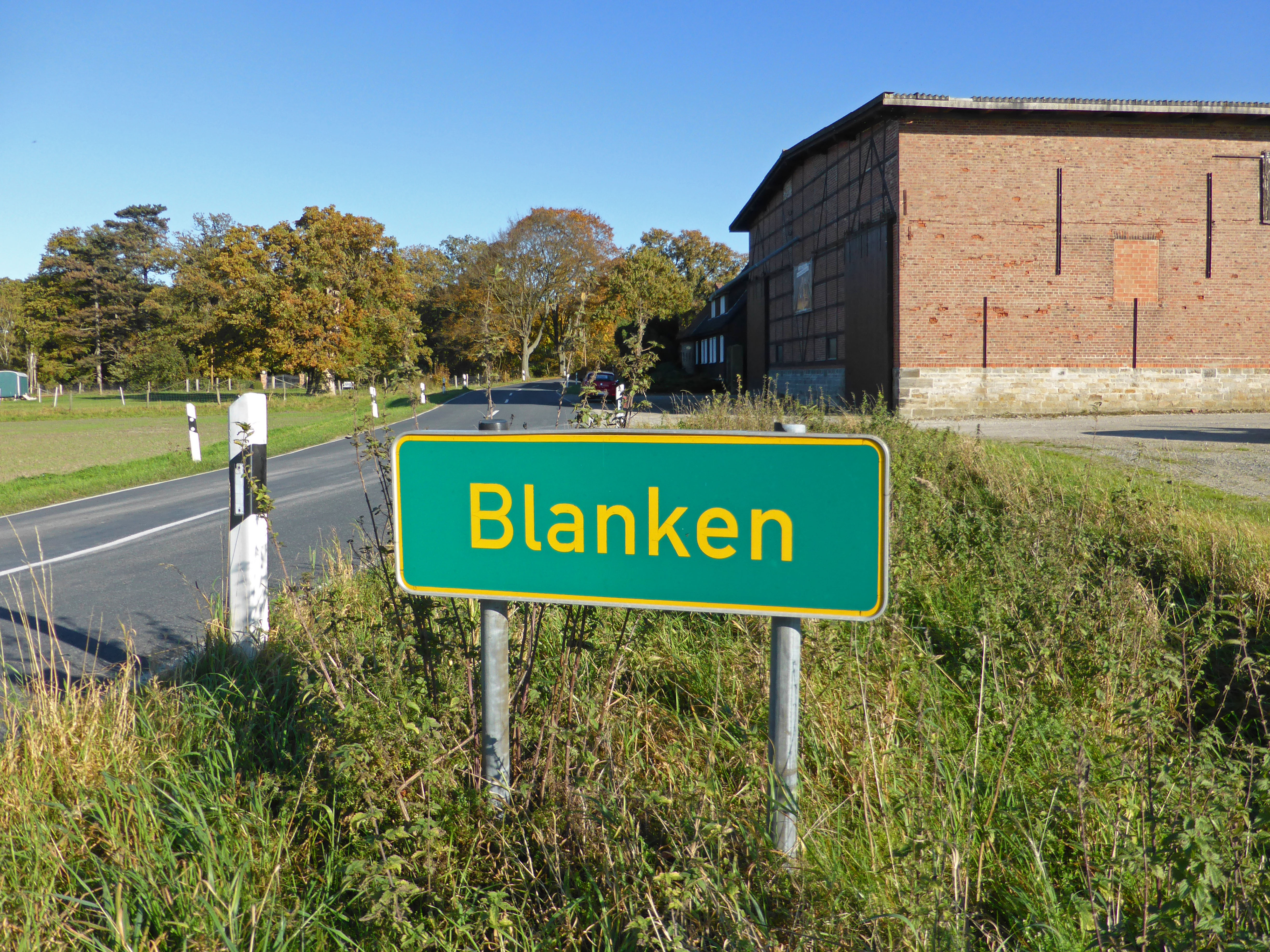
Ortseingang

Blanken, teilweise auch Zum Blanken genannt, ist ein zu Bahrdorf gehörender Wohnplatz, im Landkreis Helmstedt in Niedersachsen.

## Lage
Blanken liegt im Osten von Niedersachsen, nur rund drei Kilometer von der Landesgrenze nach Sachsen-Anhalt entfernt. Die Landschaft um Blanken wird zum Helmstedter Holzland gezählt. Nördlich von Blanken fließt die Lapau.
Kreisstraßen führen von Blanken im Nordwesten nach Bahrdorf (Bahnhof), Meinkot und Papenrode, und im Südosten nach Bahrdorf, Mackendorf und Rickensdorf. Am östlichen Rand von Blanken führte seit 1895 die Bahnstrecke Helmstedt–Oebisfelde vorbei, nächstgelegener Bahnhof war Bahrdorf. 1945 wurde die Bahnstrecke durch die Innerdeutsche Grenze unterbrochen und der Bahnverkehr eingestellt, Ende der 1960er Jahre wurden die Gleise abgebaut. Die Bushaltestelle „Forsthaus Blanken“ in Blanken wird aktuell nur an Schultagen bedient.
Die Revierförsterei Bahrdorf, die in Blanken bestand, gehörte zum Forstamt Mariental. Das Vorwerk in Blanken gehörte zum Gutshof Bahrdorf.

## Bilder

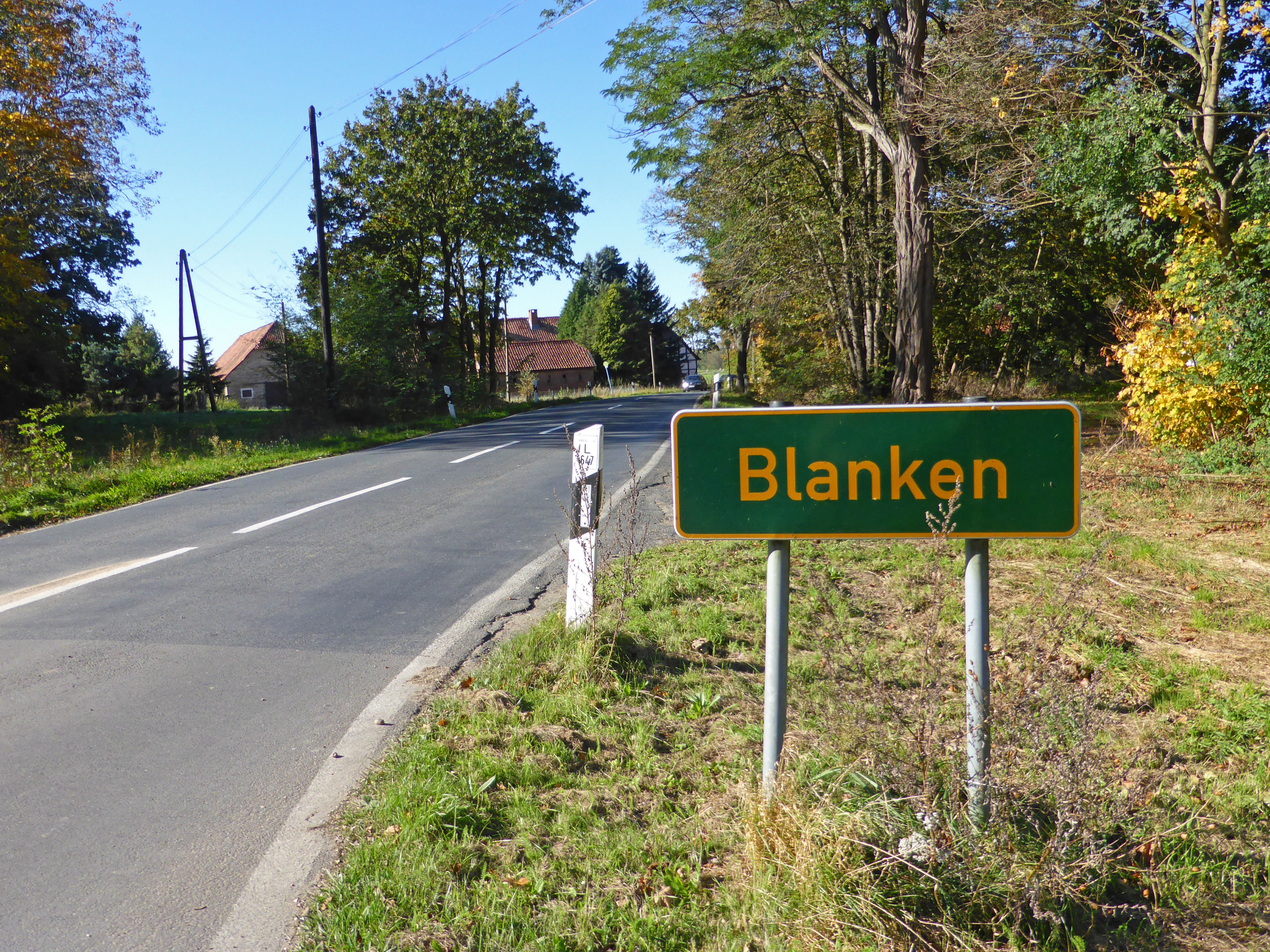
Ortseingang
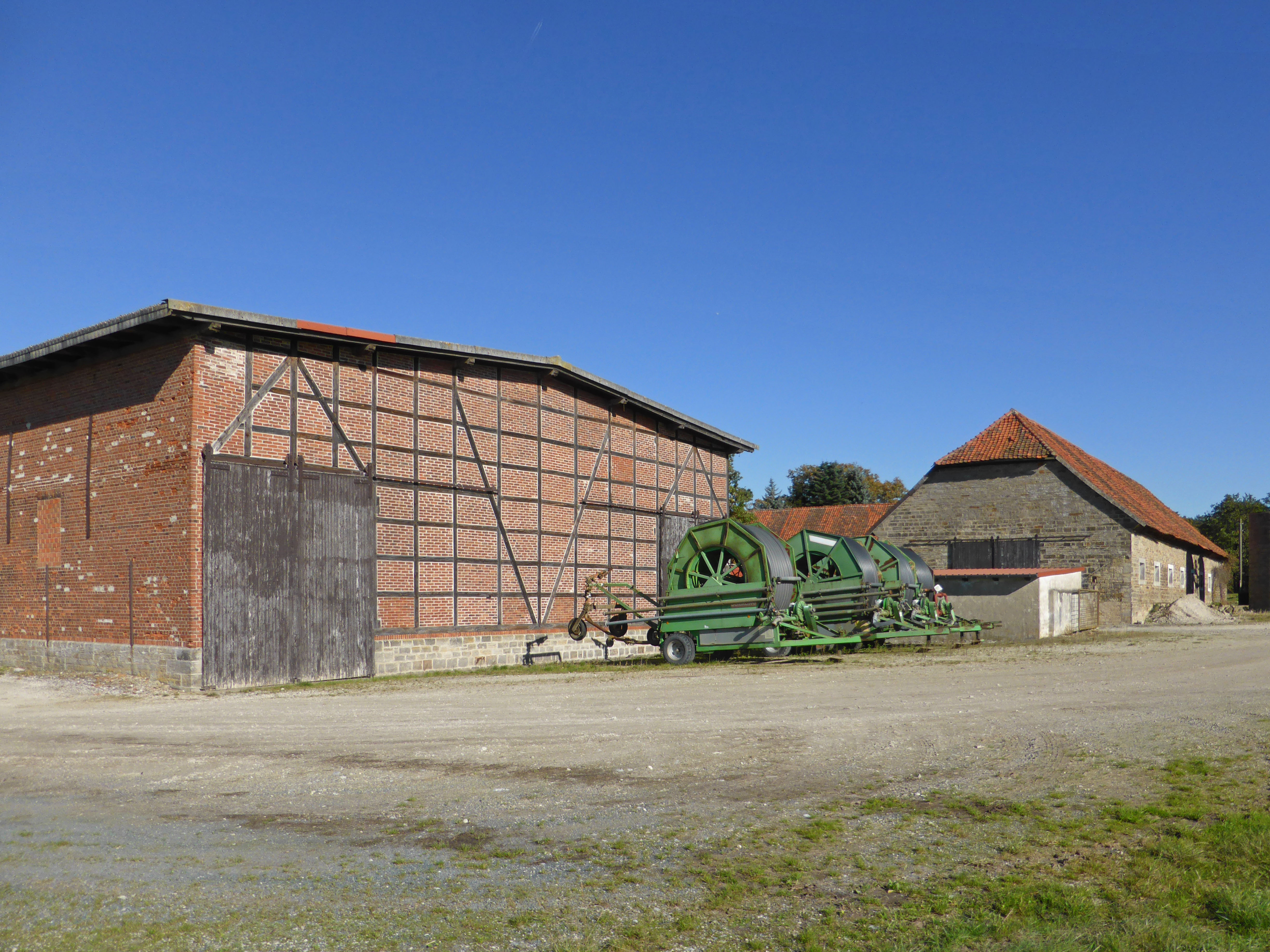
Vorwerk (Teilansicht)
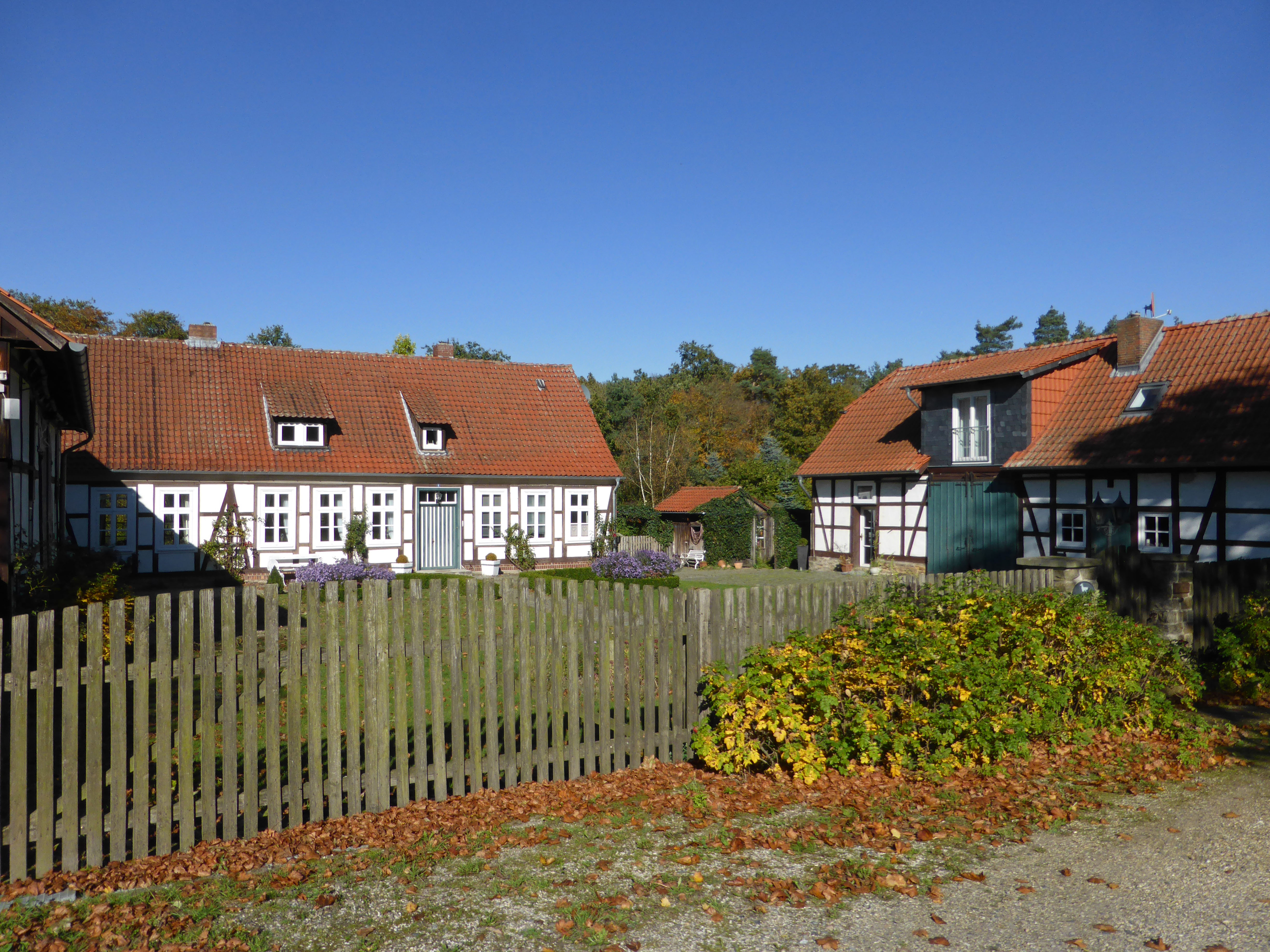
Ehemalige Försterei
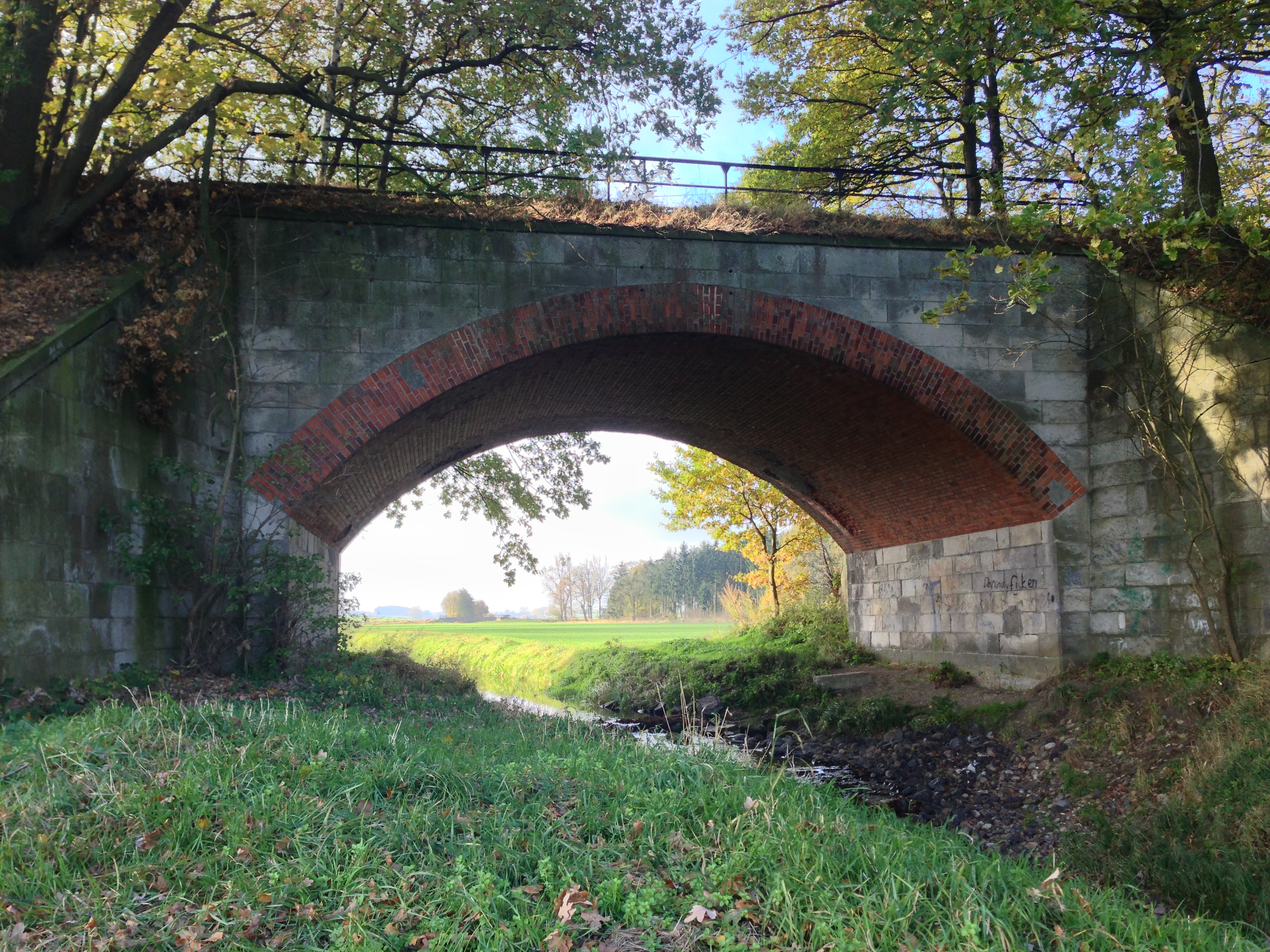
Eisenbahnbrücke über die Lapau zwischen Blanken und Bahrdorf